# 神奇寶貝劇場版：超夢的逆襲
《超夢的逆襲》，是神奇寶貝動畫的第一部、同時也是關都聯盟唯一的電影版。本作以「最強的神奇寶貝是誰？」作為標語。电影在日本上映後票房收入多達72億日元，是目前全系列電影票房中最高的一部，且到2023年12月為止，還待在日本的電影最高歷史票房收入排行的前一百名內，在美國上映時亦造成轟動，並成為神奇寶貝進攻歐美的契機之一。該片北美票房達8574萬美元，不僅高於日本的本土票房，且至今仍為北美最賣座的日本動畫電影。

## 劇情大綱
收集到關都八個道館徽章的小智與他的同伴，某日，和海盜風格的訓練家(台譯：美國男)戰鬥完後，忽然收到快龍送來的信，內容說是要邀請他們和「全世界最強的訓練家」會面，地點是新島的神奇寶貝城，他們就毫不遲疑的前往。然而這其實是被人類以複製方式所創造出的神奇寶貝—超夢為了報復，所設下的陷阱。而這時，在亞馬遜叢林的深處，夢幻也感受到超夢的存在而甦醒，一場「本尊」和「分身」間的戰爭即將展開.....。

## 故事舞台
- 新島·神奇寶貝城：取材自安東尼·高第設計的聖家宗座聖殿暨贖罪殿。

## 主要人物
| 角色名                         | 配音員                 | 配音員        | 配音員   |
| 角色名                         | 日本                   | 香港          | 臺灣     |
| ------------------------------ | ---------------------- | ------------- | -------- |
| 小智                           | 松本梨香               | 盧素娟        | 林凱羚   |
| 皮卡丘                         | 大谷育江               | 大谷育江      | 大谷育江 |
| 小霞                           | 飯塚雅弓               | 劉惠雲        | 傅其慧   |
| 小剛                           | 上田祐司               | 李錦綸        | 柳超堅   |
| 武藏                           | 林原惠                 | 黃麗芳        | 姚敏敏   |
| 小次郎                         | 三木真一郎             |               | 姜先誠   |
| 喵喵                           | 犬山犬子               | 梁偉德        | 謝佼娟   |
| 海盜風格的訓練家(台譯：美國男) | レイモンド・ジョンソン |               | 黃品源   |
| 波佳（港口負責人）             | 小林幸子               | 陸惠玲        | 徐懷鈺   |
| 空男                           | 古谷徹                 |               | 姜先誠   |
| 海男                           | 高木渉                 |               | 孫德成   |
| 小甜                           | 佐藤藍子               |               | 吳佩慈   |
| 君莎小姐                       | 西村千奈美             | 林元春        | 姚敏敏   |
| 喬伊小姐                       | 白石文子               | 陳凱婷        | 龍顯蕙   |
| 超夢                           | 市村正親               | 陳欣 (配音員) | 杜德勳   |
| 夢幻                           | 山寺宏一               |               |          |

## 主題曲
| 曲別 | 曲名                          | 作詞     | 作曲           | 編曲 | 歌                                    |
| ---- | ----------------------------- | -------- | -------------- | ---- | ------------------------------------- |
|      | 「」（目標是神奇寶貝大師'98） | 戸田昭吾 | たなかひろかず |      | 松本梨香 同時作為台灣上映時的片尾曲。 |
|      | 「」（與風一起）              | 戸田昭吾 | たなかひろかず |      | 小林幸子                              |

## 副篇與相關作品
之後日本又在片頭追加「超夢的誕生」、「小智的旅程」兩個新片段（合稱「超夢的逆襲完整版」），後來更推出特別長篇動畫「超夢重現 風雲再起！」，可說是超夢的逆襲續集。此外，在超夢的逆襲特別預告篇中，有出現長大後的小霞。   

同時上映 皮卡丘的歡樂假期（ピカチュウのなつやすみ）   
- 日本英文名：Pikachu's Summer Vacation
- 美國官方名：Pikachu's Vacation
- 場景：神奇寶貝廣場
- 劇情簡介：皮卡丘等來到了神奇寶貝廣場，在這裡，他們遇到了雷丘、可拉可拉、瑪力露跟布盧，然而，才一見面他們卻一言不合，大吵一架，該如何是好？
- 主要登場神奇寶貝：雷丘、可拉可拉、瑪力露、布盧

## 外部連結
- （日語）電影介紹 （页面存档备份，存于）
- 互联网电影数据库（IMDb）上《神奇寶貝劇場版：超夢的逆襲》的资料（英文）
- 開眼電影網上《神奇寶貝劇場版：超夢的逆襲》的資料（繁體中文）
- 时光网上《神奇寶貝劇場版：超夢的逆襲》的資料（简体中文）
- 豆瓣电影上《神奇寶貝劇場版：超夢的逆襲》的資料 （简体中文）